# Karin Milles
Karin Margareta Milles, ogift Hedberg, född 1 juli 1969 i Nacka församling i Stockholms län, är en svensk språkvetare och författare.
Karin Milles disputerade vid Stockholms universitet 2003 på avhandlingen Kvinnor och män i möte – en samtalsanalytisk studie av interna arbetsmöten. Hon forskar och undervisar i svenska vid Södertörns högskola. 
2012 fick hon Erik Wellanders språkvårdspris.  
Åren 1995–2003 var hon gift med Henrik Milles (född 1966), som är dotterson till Åke Milles och tillhör samma släkt som konstnären Carl Milles.